# Cœuve
Cœuve is een gemeente en plaats in het Zwitserse kanton Jura, en maakt deel uit van het district Porrentruy.
Coeuve telt 678 inwoners.